# Methana mjoebergi
Methana mjoebergi är en kackerlacksart som beskrevs av Shaw 1925. Methana mjoebergi ingår i släktet Methana och familjen storkackerlackor. Inga underarter finns listade i Catalogue of Life.